# Edgardo Cartagena
Edgardo Cartagena López (Caguas, 8 novembre 1994) è un pallavolista portoricano.
Gioca nel ruolo di schiacciatore nel Malory Eagles.

## Carriera

### Club
La carriera di Edgardo Cartagena inizia nei torneo scolastici portoricani, giocando per il Colegio Notre Dame. In seguito si trasferisce per motivi di studio negli Stati Uniti d'America, dove partecipa alla NCAA Division I prima con la Pacific, saltando la prima stagione, e poi con la Ball State.
Nella stagione 2017 esordisce da professionista in Liga de Voleibol Superior Masculino, difendendo i colori dei Mets de Guaynabo, mentre nella stagione seguente approda ai Cafeteros de Yauco.
Nella stagione 2018-19 gioca in Inghilterra con il Malory Eagles, impegnato in Super League.

### Nazionale
Gioca per la nazionale under 19, vincendo la medaglia di bronzo al campionato nordamericano 2010 e quella d'argento alla Coppa panamericana 2011.

## Palmarès

### Nazionale (competizioni minori)
- Campionato nordamericano under 19 2010
- Coppa panamericana under 19 2011